# Angiopteris wallichiana
Angiopteris wallichiana är en kärlväxtart som beskrevs av Karel Presl. Angiopteris wallichiana ingår i släktet Angiopteris och familjen Marattiaceae. Inga underarter finns listade i Catalogue of Life.